# Bana, Niger
Bana este o comună rurală din departamentul Gaya, regiunea Dosso, Niger, cu o populație de 13.293 de locuitori (2001).